# Francolin
Taxons concernés
Dans la famille des Phasianidae :
- Les genres :
  - Dendroperdix
  - Francolinus
  - Peliperdix
  - Pternistis
  - Ptilopachus
  - Scleroptilamodifier

Francolin est un nom vernaculaire ambigu désignant en français certains oiseaux de l'ordre des Galliformes et de la famille des Phasianidae.
Le francolin apparaît dans plusieurs légendes bouddhistes, dont celle qui met en scène cet oiseau tentant d’éteindre un incendie, plus répandue sous la forme du colibri.

## Description

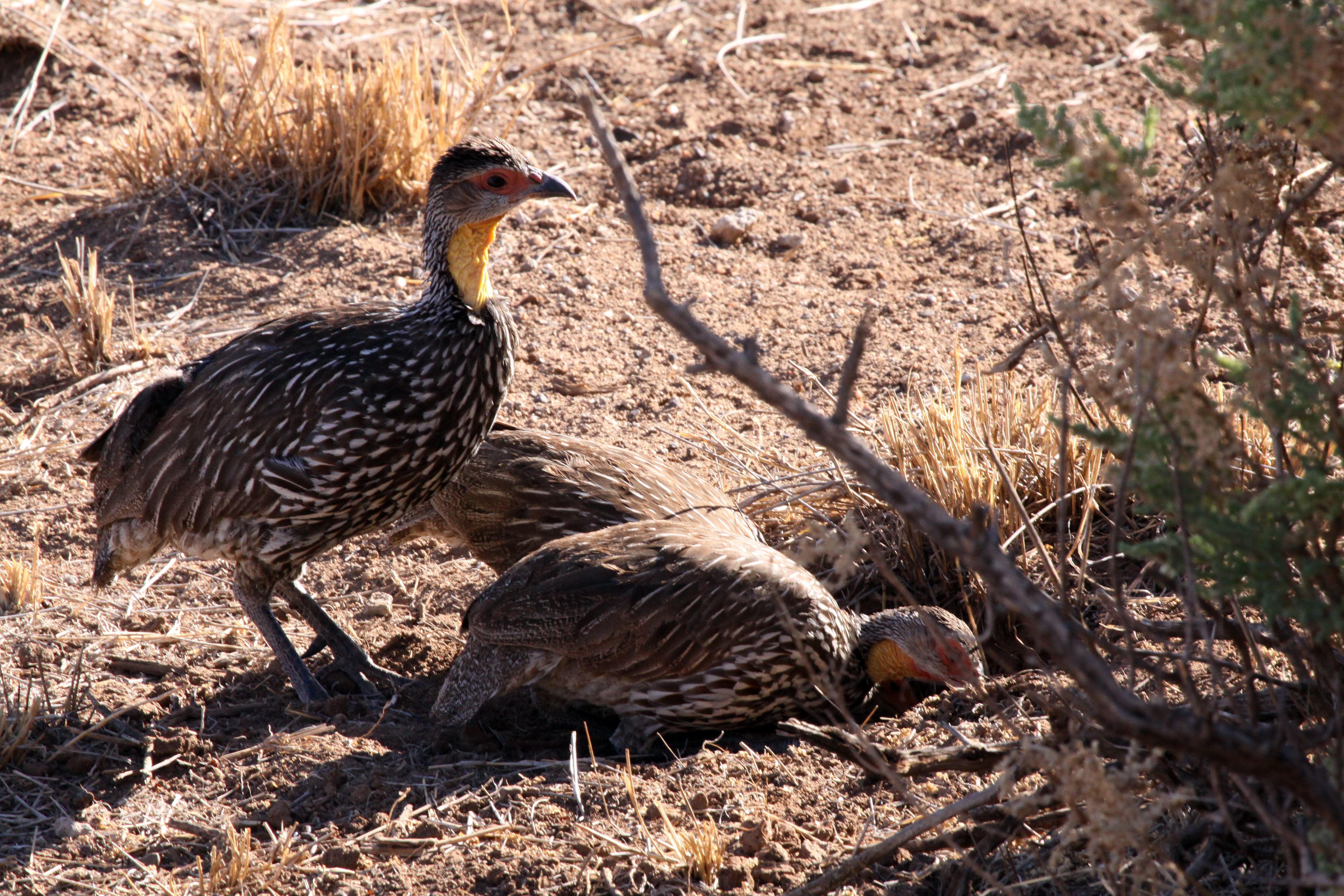
Famille de francolins à cou jaune.

Malgré un décollage lourd, les francolins volent parfaitement, leur vol est même très rapide.

## Situation
Il existe 41 espèces de francolins dans le monde dont 36 en Afrique. Parmi ces dernières, douze vivent en Afrique australe.

## Alimentation
Le francolin a une alimentation mixte :
- végétale : principalement des graines cultivées, des graines d'herbes sauvages, des baies tombées, des tiges et des tubercules ;
- animale : essentiellement des insectes capturés au sol.

## Gibier
Les données archéologiques concernant les mets grecs anciens révèlent que le francolin était apprécié comme gibier en Grèce antique. Les saisons nous ramènent successivement les becfigues, […] et les francolins.

## Liste des espèces
Selon la classification du Congrès ornithologique international (version 2.7, 2010) et le CINFO:
ordre alphabétique
- Dendroperdix sephaena – Francolin huppé
- Francolinus francolinus – Francolin noir
- Francolinus gularis – Francolin multiraie
- Francolinus pictus – Francolin peint
- Francolinus pintadeanus – Francolin perlé
- Francolinus pondicerianus – Francolin gris
- Peliperdix albogularis – Francolin à gorge blanche
- Peliperdix coqui – Francolin coqui
- Peliperdix lathami – Francolin de Latham
- Peliperdix schlegelii – Francolin de Schlegel
- Pternistis adspersus – Francolin à bec rouge
- Pternistis afer – Francolin à gorge rouge
- Pternistis ahantensis – Francolin d'Ahanta
- Pternistis bicalcaratus – Francolin à double éperon
- Pternistis camerunensis – Francolin du Cameroun
- Pternistis capensis – Francolin criard
- Pternistis castaneicollis – Francolin à cou roux
- Pternistis clappertoni – Francolin de Clapperton
- Pternistis erckelii – Francolin d'Erckel
- Pternistis griseostriatus – Francolin à bandes grises
- Pternistis hartlaubi – Francolin de Hartlaub
- Pternistis harwoodi – Francolin de Harwood
- Pternistis hildebrandti – Francolin de Hildebrandt
- Pternistis icterorhynchus – Francolin à bec jaune
- Pternistis jacksoni – Francolin de Jackson
- Pternistis leucoscepus – Francolin à cou jaune
- Pternistis natalensis – Francolin du Natal
- Pternistis nobilis – Francolin noble
- Pternistis ochropectus – Francolin somali
- Pternistis rufopictus – Francolin à poitrine grise
- Pternistis squamatus – Francolin écaillé
- Pternistis swainsonii – Francolin de Swainson
- Pternistis swierstrai – Francolin de Swierstra
- Ptilopachus nahani – Francolin de Nahan
- Scleroptila afra – Francolin à ailes grises
- Scleroptila finschi – Francolin de Finsch
- Scleroptila levaillantii – Francolin de Levaillant
- Scleroptila levaillantoides – Francolin d'Archer
- Scleroptila psilolaema – Francolin montagnard
- Scleroptila shelleyi – Francolin de Shelley
- Scleroptila streptophora – Francolin à collier